# Протвинь, Иван Степанович
Иван Степанович Про́твинь (1926—1944) — советский военнослужащий. Участник Великой Отечественной войны. Герой Советского Союза (1945, посмертно). Ефрейтор.

## Биография
Иван Степанович Протвинь родился 10 июня 1926 года в деревне Колайключи Белебеевского кантона Башкирской АССР РСФСР СССР (ныне в черте посёлка Аксаково Белебеевского района Республики Башкортостан) в крестьянской семье Степана Варфоломеевича и Марфы Артёмовны Протвиней. Украинец. По окончании Аксаковской средней школы и до призыва в армию работал счетоводом в дистанции лесозащитных насаждений Куйбышевской железной дороги.
В ряды Рабоче-крестьянской Красной Армии И. С. Протвинь был призван Белебеевским райвоенкоматом осенью 1943 года и направлен в школу снайперов. Там же он освоил и противотанковое ружьё. На фронте ефрейтор И. С. Протвинь с июля 1944 года в должности наводчика противотанкового ружья 1379-го стрелкового полка 87-й стрелковой дивизии 51-й армии 1-го Прибалтийского фронта.
5 июля 1944 года началась Шяуляйская операция, в ходе которой части 51-й армии освободили города Паневежис и Шяуляй. В результате операции войска Красной Армии вышли к побережью Рижского залива, отрезав немецкую группу армий «Север». С целью деблокирования окружённой группировки 16 августа 1944 года немецкое командование нанесло в Прибалтике мощный контрудар. Позиции 51-й армии под Шяуляем были атакованы силами трех пехотных и семи танковых дивизий вермахта. 18 августа 1944 года на участке обороны 1379-го стрелкового полка у литовского посёлка Круопяй немцы бросили в бой более 100 танков и самоходных артиллерийских установок из состава 14-й танковой дивизии и три батальона пехоты. В бою бронебойщик И. С. Протвинь подбил два вражеских танка, но один из «Тигров» прорвался к линии обороны полка. Ефрейтор Протвинь со связкой гранат бросился под гусеницы вражеского танка и ценой своей жизни подорвал его. Похоронен Иван Протвинь на братском кладбище в городе Жагаре Литовской Республики (парк бывшей усадьбы графа Дмитрия Нарышкина, могила № 10).
24 марта 1945 года указом Президиума Верховного Совета СССР ефрейтору Протвиню Ивану Степановичу было присвоено звание Героя Советского Союза посмертно.

## Награды
- Медаль «Золотая Звезда» (24.03.1945, посмертно);
- орден Ленина (24.03.1945, посмертно).

## Память
- Именем Героя Советского Союза И. С. Протвиня названа улица в посёлке Аксаково Республики Башкортостан.
- На доме улице Протвиня, 39, где  жил И. С. Протвинь, установлена мемориальная доска с надписью:

В этом доме жил Герой Советского Союза Протвинь Иван Степанович
- Имя Героя Советского Союза И. С. Протвиня носит средняя школа № 41 посёлка Аксаково. На её здании расположена мемориальная доска с надписью:

В этой школе учился Герой Советского Союза Протвинь Иван Степанович, родился 6 июня 1926 г. Погиб 28.08.1944 г.